# Liste der Mitglieder des Zweiten Vereinigten Landtages der Provinz Schlesien
Diese Liste nennt die Mitglieder des Zweiten Vereinigten Landtages aus der Provinz Schlesien 1847.

## Hintergrund
Formal war der Vereinigte Landtag ein gemeinsames Zusammenkommen der Provinziallandtage Preußens. Entsprechend setzte sich die Gruppe der Abgeordneten aus der Provinz Schlesien so zusammen, wie der Provinziallandtag der Provinz Schlesien.

## Liste der Abgeordneten
| Kurie                                 | Wahlbezirk                                                            | Abgeordneter                                              | Anmerkung                                                                                  |
| ------------------------------------- | --------------------------------------------------------------------- | --------------------------------------------------------- | ------------------------------------------------------------------------------------------ |
| Stand der Prälaten, Grafen und Herren | Wilhelm Herzog von Braunschweig-Oels als Fürst zu Oels                | von Keltsch                                               | Kammerdirektor, Oels                                                                       |
| Stand der Prälaten, Grafen und Herren | Alois II. Fürst von Liechtenstein als Fürst zu Troppau und Jägersdorf | Graf von Zieten                                           | Geheimer Regierungsrat, Breslau                                                            |
| Stand der Prälaten, Grafen und Herren | Herzogin Pauline von Sagan                                            | Pauline von Sagan                                         |                                                                                            |
| Stand der Prälaten, Grafen und Herren | Fürst von Hatzfeld                                                    | Graf Alexander von Sierstorpff                            | auf Guhlau                                                                                 |
| Stand der Prälaten, Grafen und Herren |                                                                       | Victor I. Herzog von Ratibor                              | Herzog von Ratibor, Prinz zu Hohenlohe-Waldenburg-Schillingsfürst, Fürst zu Corvey, Corvey |
| Stand der Prälaten, Grafen und Herren |                                                                       | Hans Heinrich X. Fürst von Pless                          |                                                                                            |
| Stand der Prälaten, Grafen und Herren |                                                                       | Graf Carl Lazarus Henckel von Donnersmarck                | Ober-Beuthen                                                                               |
| Stand der Prälaten, Grafen und Herren |                                                                       | Calixt Biron von Curland                                  | Polnisch Wartenberg                                                                        |
| Stand der Prälaten, Grafen und Herren |                                                                       | Graf August von Maltzan                                   | Militsch                                                                                   |
| Stand der Prälaten, Grafen und Herren |                                                                       | Graf Eduard von Reichenbach                               | Goschütz                                                                                   |
| Stand der Prälaten, Grafen und Herren |                                                                       | Prinz Friedrich der Niederlande                           | Haag (Muskau)                                                                              |
| Stand der Prälaten, Grafen und Herren |                                                                       | Graf Leopold von Schaffgotsch                             | Kynast bei Warmbrunn                                                                       |
| Stand der Prälaten, Grafen und Herren |                                                                       | Herzog Eugen von Württemberg                              | Carlsruhe in Schlesien                                                                     |
| Stand der Prälaten, Grafen und Herren |                                                                       | Adolf zu Hohenlohe-Ingelfingen                            | Koschentin                                                                                 |
| Stand der Prälaten, Grafen und Herren |                                                                       | Graf Ferdinand von Stolberg-Wernigerode                   | Peterswaldau                                                                               |
| Stand der Prälaten, Grafen und Herren |                                                                       | Fürst Felix von Lichnowsky                                | Schloss Krzyzanowitz bei Ratibor                                                           |
| Stand der Prälaten, Grafen und Herren |                                                                       | Graf Erdmann Karl Gottlob von Sandretzky und Sandraschütz | Langenbielau                                                                               |
| Stand der Prälaten, Grafen und Herren |                                                                       | Graf Eduard von Oppersdorff                               | Ober-Glogau                                                                                |
| Stand der Prälaten, Grafen und Herren |                                                                       | Graf Michael Joseph von Althan                            | Mittelwalde                                                                                |
| Stand der Prälaten, Grafen und Herren |                                                                       | Graf Hans David Ludwig Yorck von Wartenburg               | Klein-Oels                                                                                 |
| Stand der Prälaten, Grafen und Herren |                                                                       | Graf Conrad von Dyhrn                                     | Resewitz                                                                                   |
| Stand der Prälaten, Grafen und Herren |                                                                       | Graf Friedrich Hermann Nicolaus von Burghaus              | Laasan                                                                                     |
| Ritterschaft                          |                                                                       | Prinz Adolf zu Hohenlohe                                  | Koschenthin, Provinziallandtagsmarschall                                                   |
| Ritterschaft                          |                                                                       | Graf Albrecht Eduard von Loeben                           | Landesältester, auf Nieder-Rudelsdorf, stellv. Provinziallandtagsmarschall                 |
| Ritterschaft                          |                                                                       | Gustav von Kessel                                         | Kreisdeputierter und Landesältester, auf Zeisdorf                                          |
| Ritterschaft                          |                                                                       | Gustav Robert Neumann                                     | Rittergutsbesitzer, auf Sprottischdorf                                                     |
| Ritterschaft                          |                                                                       | Paul Matthis                                              | Kreisdeputierter auf Druse                                                                 |
| Ritterschaft                          |                                                                       | Baron von Rothkirch-Trach                                 | Oberlandesgerichtsrat auf Bärsdorf                                                         |
| Ritterschaft                          |                                                                       | von Wille                                                 | Landesältester, auf Hochkirch                                                              |
| Ritterschaft                          |                                                                       | Graf Friedrich von Frankenberg                            | Landrat, auf Warthau                                                                       |
| Ritterschaft                          |                                                                       | Carl von Mutius                                           | Rittmeister und Landesältester, auf Börnchen                                               |
| Ritterschaft                          |                                                                       | Freiherr Wilhelm von Zedlitz-Neukirch                     | Königlicher Oberstleutnant und Landschaftsdirektor, auf Tiefhartmannsdorf                  |
| Ritterschaft                          |                                                                       | Baron von Tschammer und Osten                             | Landesältester, auf Dromsdorf                                                              |
| Ritterschaft                          |                                                                       | Karl Wilhelm Aemilius Steinbeck                           | Geheimer Oberbergrat, auf Muhrau                                                           |
| Ritterschaft                          |                                                                       | Baron Hermann von Gaffron                                 | Königlicher Kreditinstitutsdirektor, auf Kunern                                            |
| Ritterschaft                          |                                                                       | Graf Hans von Strachwitz                                  | Landrat und Landschaftsdirektor, auf Peterwitz                                             |
| Ritterschaft                          |                                                                       | Graf Gustav von Saurma-Jeltsch                            | Rittergutsbesitzer, auf Jeltsch                                                            |
| Ritterschaft                          |                                                                       | Otto Karl Georg von Raven                                 | Rittergutsbesitzer, auf Postelwitz                                                         |
| Ritterschaft                          |                                                                       | Baron Karl von Diebitsch                                  | Landesältester, auf Groß-Wiersewitz                                                        |
| Ritterschaft                          |                                                                       | Graf Pückler von Groeditz                                 | Generallandschaftsrepräsentant, auf Rogau                                                  |
| Ritterschaft                          |                                                                       | Graf Andreas von Renard                                   | Königlicher wirklicher geheimer Rat, auf Groß-Strehlitz                                    |
| Ritterschaft                          |                                                                       | Erdmann von Gilgenheimb                                   | Königlicher Kammerherr und Landschaftsdirektor, auf Franzdorf                              |
| Ritterschaft                          |                                                                       | Graf Johann Adrian Joseph von Hoverden                    | Königlicher Kammerherr, auf Herzogswaldau                                                  |
| Ritterschaft                          |                                                                       | Rudolf von Uechtritz                                      | Landrat, auf Nieder-Heidersdorf                                                            |
| Ritterschaft                          |                                                                       | Friedrich Leopold von Ohnesorge                           | Landrat und Landschaftsdirektor, auf Bremenhayn                                            |
| Ritterschaft                          |                                                                       | Fürst Heinrich LXXIV. Reuß zu Köstritz                    | Rittergutsbesitzer, auf Jaenkendorf                                                        |
| Ritterschaft                          |                                                                       | Baron Moritz von Bissing                                  | Kammerherr, zu Bellmannsdorf                                                               |
| Ritterschaft                          |                                                                       | Wilhelm von Zedlitz-Neukirch                              | Oberregierungsrat, zu Liegnitz                                                             |
| Ritterschaft                          |                                                                       | Franz von Maubeuge                                        | Landrat zu Deutsch-Wette                                                                   |
| Ritterschaft                          |                                                                       | Heinrich Moritz von Eichborn                              | zu Güttmannsdorf                                                                           |
| Ritterschaft                          |                                                                       | von Zawatzki                                              | Landesältester und Rittergutsbesitzer zu Groß Strehlitz                                    |
| Ritterschaft                          |                                                                       | Hellmuth von Rieben                                       | Major zu Wohlau                                                                            |
| Ritterschaft                          |                                                                       | Graf von Stolberg-Stolberg                                | zu Golschwitz                                                                              |
| Städte                                |                                                                       | Johann Gottfried Tschocke                                 | Maurermeister, Breslau                                                                     |
| Städte                                |                                                                       | Karl August Milde                                         | Kaufmann, Breslau                                                                          |
| Städte                                |                                                                       | Siebig                                                    | Holzhändler, Breslau                                                                       |
| Städte                                |                                                                       | Werner                                                    | Apotheker, Brieg                                                                           |
| Städte                                |                                                                       | Germershausen                                             | Kaufmann, Glogau                                                                           |
| Städte                                |                                                                       | Friedrich Förster                                         | Kommerzienrat, Grünberg                                                                    |
| Städte                                |                                                                       | Bornemann                                                 | Medizinal-Assessor und Ratsherr, Liegnitz                                                  |
| Städte                                |                                                                       | Karker                                                    | Kaufmann, Neisse                                                                           |
| Städte                                |                                                                       | Heinrich Sommerbrodt                                      | Apotheker, Schweidnitz                                                                     |
| Städte                                |                                                                       | Wilhelm Tausewald                                         | Kaufmann, Glaz                                                                             |
| Städte                                |                                                                       | Conrad Ungerer                                            | Porzellanfabrikant, Hirschberg                                                             |
| Städte                                |                                                                       | Richter                                                   | Bürgermeister, Jauer                                                                       |
| Städte                                |                                                                       | Schön                                                     | Leutnant a. D., Bunzlau                                                                    |
| Städte                                |                                                                       | Richter                                                   | Kaufmann und Kämmerer, Oppeln                                                              |
| Städte                                |                                                                       | Pape                                                      | Stadtrat, Görlitz                                                                          |
| Städte                                |                                                                       | Prüfer                                                    | Ratsherr, Görlitz                                                                          |
| Städte                                |                                                                       | Neitsch                                                   | Stadtsyndikus, Lauban                                                                      |
| Städte                                |                                                                       | Samuel Ferdinand Facilides                                | Bürgermeister, Neusalz                                                                     |
| Städte                                |                                                                       | Scholz                                                    | Kämmerer, Hainau                                                                           |
| Städte                                |                                                                       | Wiggert                                                   | Kaufmann, Greifenberg                                                                      |
| Städte                                |                                                                       | Hayn                                                      | Kaufmann, Waldenburg                                                                       |
| Städte                                |                                                                       | Gustav Dittrich                                           | Bürgermeister, Reinerz                                                                     |
| Städte                                |                                                                       | Bauch                                                     | Bürgermeister, Herrenstadt                                                                 |
| Städte                                |                                                                       | Döring                                                    | Kaufmann, Oels                                                                             |
| Städte                                |                                                                       | Lehmann                                                   | Apotheker, Creutzburg                                                                      |
| Städte                                |                                                                       | Fritze                                                    | Apotheker, Rybnick                                                                         |
| Städte                                |                                                                       | Engau                                                     | Bürgermeister, Wittichenau                                                                 |
| Landgemeinden                         |                                                                       | Krause                                                    | Gerichtsscholz, Wachsdorf                                                                  |
| Landgemeinden                         |                                                                       | Röhricht                                                  | Gerichtsscholz, Leisersdorf                                                                |
| Landgemeinden                         |                                                                       | Johann Samuel Thomas                                      | Erb- und Gerichtsscholz, Groß-Laeswitz                                                     |
| Landgemeinden                         |                                                                       | Meyer                                                     | Erbschulz, Klein-Helmsdorf                                                                 |
| Landgemeinden                         |                                                                       | Karl Göllner                                              | Erbscholteibesitzer, Seifrodau                                                             |
| Landgemeinden                         |                                                                       | Berndt                                                    | Erb- und Gerichtsscholz, Gallenau                                                          |
| Landgemeinden                         |                                                                       | Bleyer                                                    | Erbscholteibesitzer, Domslau                                                               |
| Landgemeinden                         |                                                                       | Scupin                                                    | Freigutsbesitzer, Groß-Ellguth                                                             |
| Landgemeinden                         |                                                                       | Cochlovius                                                | Erbscholteibesitzer, Kotschanowitz                                                         |
| Landgemeinden                         |                                                                       | Hein                                                      | Erbscholteibesitzer, Koernitz                                                              |
| Landgemeinden                         |                                                                       | Anton Leopold Allnoch                                     | Erbscholteibesitzer, Beigwitz                                                              |
| Landgemeinden                         |                                                                       | Protze                                                    | Erblehnrichter, Nieder Seiffersdorf                                                        |
| Landgemeinden                         |                                                                       | Neumann                                                   | Kreisrichter, Sohr-Neuendorf                                                               |
| Landgemeinden                         |                                                                       | Seydel                                                    | Kreisrichter, Groß Bargen                                                                  |
| Landgemeinden                         |                                                                       | Naeve                                                     | Gerichtsschulz, Grüningen                                                                  |
| Landgemeinden                         |                                                                       | Joseph Lindner                                            | Bürgermeister, Ober-Glogau                                                                 |